# Nachhaltigkeitsfaktor
Der Nachhaltigkeitsfaktor ist Teil der Rentenanpassungsformel und beeinflusst die jährliche Rentenanpassung entsprechend der Veränderung des Verhältnisses der Beitragszahler zu den Rentenbeziehern. Dabei werden sowohl demographische als auch konjunkturelle Änderungen berücksichtigt. Er wurde durch das Gesetz zur Sicherung der nachhaltigen Finanzierungsgrundlagen der gesetzlichen Rentenversicherung (BGBl. 2004 I S. 1791) 2004 in § 68 Absatz 4 Sechstes Buch Sozialgesetzbuch (SGB VI) eingefügt und soll durch die tendenzielle Dämpfung der jährlichen Rentenerhöhung den Anstieg des Beitragssatzes bis zum Jahr 2030 auf maximal 22 Prozent begrenzen.

## Die mathematische Gestalt des Nachhaltigkeitsfaktors
Der Nachhaltigkeitsfaktors (NHF) spiegelt die Entwicklung des Rentnerquotienten (RQ) wider. Dazu ermittelt er die Veränderung des Rentnerquotienten (RQ) des vergangenen Kalenderjahres (t-1) gegenüber dem vorvergangenen Jahr (t-2). Der Faktor {\displaystyle \alpha } legt dabei fest, zu welchem Anteil die Änderung des Rentnerquotienten auf die Rentenanpassung wirkt:
{\displaystyle \mathrm {NHF} _{\text{t}}=\left(\left(1-{\frac {RQ_{t-1}}{RQ_{t-2}}}\right)\cdot \alpha +1\right)}
Der Rentnerquotient eines Jahres (t-x) setzt die Zahl der Äquivalenzrentner des Jahres mit den Äquivalenzbeitragszahlern desselben Jahres ins Verhältnis.
Anmerkung: Bis zur Herstellung einheitlicher Einkommensverhältnisse zwischen Ost und West wird die Anzahl an Äquivalenzrentnern und -beitragszahlern für die alten und neuen Bundesländer getrennt berechnet und jeweils addiert (vgl. §255a SGB VI).
{\displaystyle \mathrm {RQ} _{\text{t-x}}={\frac {\mathrm {{\ddot {A}}quivalenzrentner} _{\text{t-x}}}{\mathrm {{\ddot {A}}quivalenzbeitragszahler} _{\text{t-x}}}}}
Die Zahl der Äquivalenzrentner stellt dar, wie viele Standardrenten (sogenannte Eckrentner) des Jahres t-x das Rentenvolumen (die Ausgaben der Rentenversicherung für Renten ohne bspw. die Ausgaben für Rehabilitation) desselben Jahres verursachen würden. Das Jahres-Rentenvolumen (West) wird hierbei durch die Jahres-Standardrente (West) und das Jahres-Rentenvolumen (Ost) durch Jahres-Standardrente (Ost) geteilt. Die beiden Zahlen werden dann addiert. Die Zahl ist auf 1.000 Äquivalenzrentner genau zu runden.
{\displaystyle \mathrm {{\ddot {A}}quivalenzrentner} _{\text{t-x}}={\frac {\mathrm {Rentenvolumen} _{\text{t-x}}}{\mathrm {Standardrente} _{\text{t-x}}}}}
Die Zahl der Äquivalenzbeitragszahler des Jahres t-x stellt dar, wie viele Durchschnittsverdiener  im Jahr t-x Beiträge entrichten müssten, um die Beitragseinnahmen der GRV desselben Jahres zu erzeugen. Im Westen wird dabei das Jahres-Beitragsaufkommen (West) durch den Jahresbeitrag auf den vorläufigen Durchschnittsverdienst (gemäß Anlage 1 des SGB VI) desselben Jahres geteilt. Das Jahres-Beitragsaufkommen (Ost) wird durch den Beitrag geteilt, der auf das durch den vorläufigen Faktor gemäß Anlage 10 des SGB VI geteilte Durchschnittseinkommen desselben Jahres (gemäß Anlage 1 SGB VI) fällig ist. Die Zahl ist auf 1.000 Äquivalenzbeitragszahler genau zu runden.
{\displaystyle \mathrm {{\ddot {A}}quivalenzbeitragszahler} _{\text{t-x}}={\frac {\mathrm {Beitragsvolumen} _{\text{t-x}}}{\mathrm {Beitrag~auf~vDE} _{\text{t-x}}}}}
Die vollständige Formel sieht damit insgesamt wie folgt aus:
{\displaystyle \mathrm {NHF} _{\text{t}}=\left(\left(1-{\frac {\frac {\frac {\mathrm {Rentenvolumen} _{\text{t-1}}}{\mathrm {Standardrente} _{\text{t-1}}}}{\frac {\mathrm {Beitragsvolumen} _{\text{t-1}}}{\mathrm {Beitrag~auf~vDE} _{\text{t-1}}}}}{\frac {\frac {\mathrm {Rentenvolumen} _{\text{t-2}}}{\mathrm {Standardrente} _{\text{t-2}}}}{\frac {\mathrm {Beitragsvolumen} _{\text{t-2}}}{\mathrm {Beitrag~auf~vDE} _{\text{t-2}}}}}}\right)\cdot \alpha +1\right)}
| {\displaystyle \alpha } | beträgt 0,25. Die Änderung des Rentnerquotienten wirkt daher nur zu einem Viertel rentenanpassend.                                               | beträgt 0,25. Die Änderung des Rentnerquotienten wirkt daher nur zu einem Viertel rentenanpassend. |
| Rentenvolumen           | Gesamtvolumen der ausgezahlten Renten | |
| Eckrente/Standardrente  | Höhe einer abschlagsfreien Altersrente mit 45 Entgeltpunkten                                                                                     | |
| Beitragsvolumen         | Gesamtvolumen der Beiträge aller rentenversicherungspflichtig Beschäftigten, der geringfügig Beschäftigten und der Bezieher von Arbeitslosengeld | |
| Beitrag auf vDE         | Auf das vorläufige Durchschnittsentgelt nach Anlage 1 SGB VI entfallende Beitrag zur GRV                                                         | |

Beispielrechnung für das Jahr 2012
Maßgeblich für die Rentenanpassung 2012 ist die Änderung des Rentnerquotienten des Jahres 2011 zum Rentnerquotienten des Jahres 2010.
{\displaystyle \left(\left(1-{\frac {\left({\frac {\left({\frac {\mathrm {44.040.858~Tsd.~Euro} _{\text{2011, Ost}}}{\mathrm {13.095,00~Euro} _{\text{2011, Ost}}}}+{\frac {\mathrm {168.152.187~Tsd.~Euro} _{\text{2011, West}}}{\mathrm {14.760,90~Euro} _{\text{2011, West}}}}\right)}{\left({\frac {\mathrm {23.079.173~Tsd.~Euro} _{\text{2011, Ost}}}{\mathrm {5.270,32~Euro} _{\text{2011, Ost}}}}+{\frac {\mathrm {148.756.041~Tsd.~Euro} _{\text{2011, West}}}{\mathrm {6.023,33~Euro} _{\text{2011, West}}}}\right)}}\right)}{\left({\frac {\left({\frac {\mathrm {44.149.965~Tsd.~Euro} _{\text{2010, Ost}}}{\mathrm {13.030,20~Euro} _{\text{2010, Ost}}}}+{\frac {\mathrm {166.862.339~Tsd.~Euro} _{\text{2010, West}}}{\mathrm {14.688,00~Euro} _{\text{2010, West}}}}\right)}{\left({\frac {\mathrm {22.212.333~Tsd.~Euro} _{\text{2010, Ost}}}{\mathrm {5.356,88~Euro} _{\text{2010, Ost}}}}+{\frac {\mathrm {143.210.915~Tsd.~Euro} _{\text{2010, West}}}{\mathrm {6.368,60~Euro} _{\text{2010, West}}}}\right)}}\right)}}\right)\cdot \mathrm {0{,}25} +1\right)}
Dies entspricht dann:
{\displaystyle \left(\left(1-{\frac {\left({\frac {\left(\mathrm {3.363~Tsd.} _{\text{2011, Ost}}+\mathrm {11.392~Tsd.} _{\text{2011, West}}\right)}{\left(\mathrm {4.379~Tsd.} _{\text{2011, Ost}}+\mathrm {24.697~Tsd.} _{\text{2011, West}}\right)}}\right)}{\left({\frac {\left(\mathrm {3.388~Tsd.} _{\text{2010, Ost}}+\mathrm {11.360~Tsd.} _{\text{2010, West}}\right)}{\left(\mathrm {4.147~Tsd.} _{\text{2010, Ost}}+\mathrm {22.487~Tsd.} _{\text{2010, West}}\right)}}\right)}}\right)\cdot \mathrm {0{,}25} +1\right)}
Nun werden die Äquivalenzrentner und -beitragszahler für Ost und West addiert:
{\displaystyle \left(\left(1-{\frac {\left({\frac {\mathrm {14.755~Tsd.} _{\text{2011}}}{\mathrm {29.076~Tsd.} _{\text{2011}}}}\right)}{\left({\frac {\mathrm {14.748~Tsd.} _{\text{2010}}}{\mathrm {26.634~Tsd.} _{\text{2010}}}}\right)}}\right)\cdot \mathrm {0{,}25} +1\right)}
Abschließend werden die jeweiligen Rentnerquotienten dividiert und die Wirkung des NHF ermittelt:
{\displaystyle \left(\left(1-{\frac {0{,}5075}{0{,}5537}}\right)\cdot \mathrm {0{,}25} +1\right)=1{,}0209}
Im Jahr 2012 wirkte der Nachhaltigkeitsfaktor mit dem Faktor 1,0209 rentenerhöhend. Dies entspricht einer erhöhenden Wirkung von 2,09 Prozent.

## Politische Zielsetzung
Ziel des Nachhaltigkeitsfaktors ist es im Wesentlichen, die Rentenanpassung gemäß den demographischen und wirtschaftlichen Entwicklungen so zu ändern, dass die in §154 Sechstes Buch Sozial Gesetzbuch (SGB VI) festgelegten Beitragssatzobergrenzen eingehalten werden. Ausdruck dieser Zielstellung ist insbesondere der Faktor {\displaystyle \alpha }. „Über den Parameter α wird […] das Erreichen eines Beitragssatzzieles von 22 Prozent im Jahr 2030 gesteuert.  [Der Wert wird] unter Berücksichtigung der aktuellen Vorausschätzungen auf 0,25 festgelegt […]“. „Dies gewährleistet eine sachgerechte Aufteilung der finanziellen Belastungen der Rentenversicherung auch unter Berücksichtigung der Entwicklung des Geburten- und Erwerbstätigenrückgangs auf Beitragszahler und Rentner […]“. Im Ergebnis ist das  Beitragssatzziel gegenüber dem Leistungsziel in der Gesetzlichen Rentenversicherung dominant geworden.

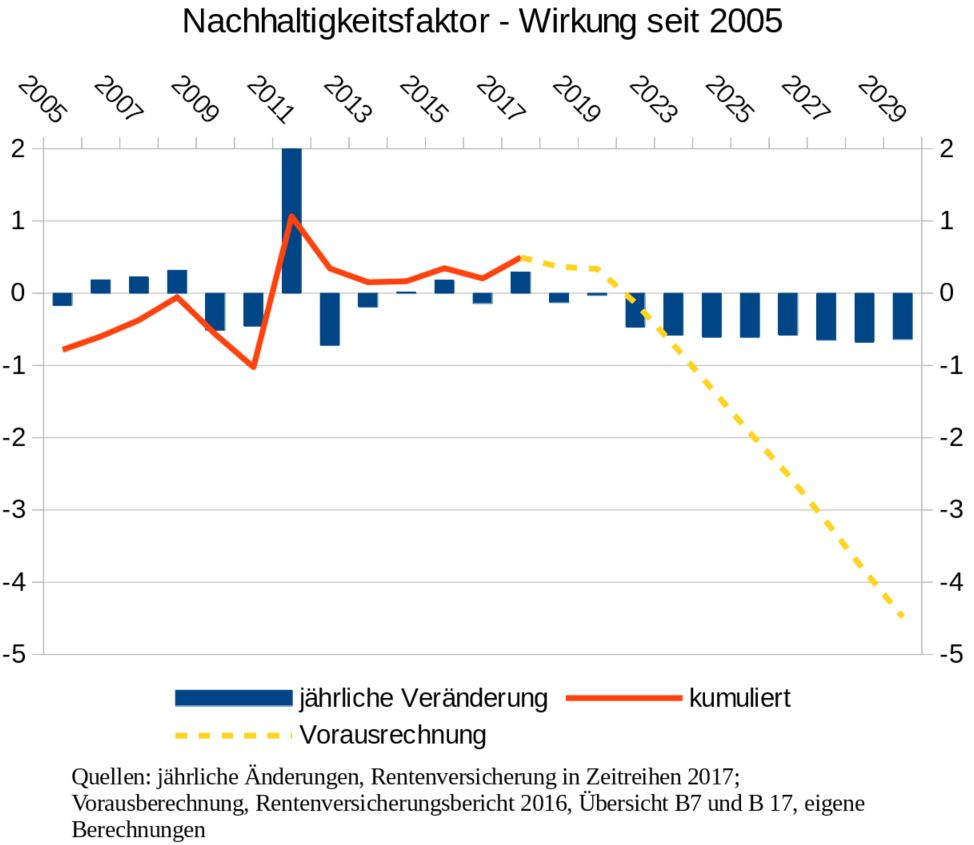
Wirkung des Nachhaltigkeitsfaktors seit seiner Einführung

## Wirkung des Nachhaltigkeitsfaktors
Langfristig (bis zum Jahr 2030) wird der Nachhaltigkeitsfaktor dafür sorgen, dass die Renten etwa 20 Prozent (gegenüber 2002) hinter der Lohnentwicklung zurückbleiben (gegenüber 2012 noch rund 14 Prozent). Kurzfristig, wie die Beispielrechnung für 2012 zeigt, kann der Nachhaltigkeitsfaktor insbesondere bei einer sehr guten konjunkturellen Entwicklung sogar rentenerhöhend wirken. Diese Wirkung ist erwünscht. Denn mit dem Nachhaltigkeitsfaktor wurde die Rentenversicherung von einem leistungsorientierten (defined-benefits) in ein beitragssatzorientiertes (defined-contribution) Versicherungssystem umgestellt. Die Rentenversicherung verspricht also nicht mehr ein bestimmtes Rentenniveau (Prozentsatz der individuellen Entgeltposition), an dem sich dann der Beitragssatz orientiert, sondern die Renten dürfen nur noch steigen, soweit der Beitragssatz dadurch nicht erhöht werden muss. Steigt die Zahl der Beitragszahler stärker als die Zahl der Rentenbezieher, dann dürfen die Renten auch entsprechend stärker steigen. Bei der Rentenanpassung zum 1. Juli 2022 wirkte sich der Nachhaltigkeitsfaktor mit plus 0,76 Prozentpunkten positiv aus, bei den Rentenanpassungen 2023 und 2024 negativ mit minus 0,1 und 0,16 Prozentpunkten.

## Kritik am Nachhaltigkeitsfaktor
Der Nachhaltigkeitsfaktor wird als einer der Dämpfungsfaktoren in der Rentenanpassungsformel viel kritisiert. Da er bewirkt, dass die Renten erheblich hinter der Lohnentwicklung zurückbleiben werden, bleiben die Renten bei stagnierenden oder schwach steigenden Reallöhnen hinter der Inflation zurück. In jedem Fall müssen die Versicherten privat oder betrieblich zusätzlich vorsorgen, um das vormalige Leistungsniveau zu erreichen. Diese Kosten tragen die Versicherten jedoch weitgehend alleine, was zu einer erheblichen Entlastung der Arbeitgeber und Belastung der Versicherten führt. Deswegen wird von vielen Sozialverbänden, den Gewerkschaften und Teilen der Opposition gefordert, den Nachhaltigkeitsfaktor zu streichen.